# Suzanne Mortensen
Christina Suzanne Mortensen, född 26 januari 1956, är en svensk författare och bibliotekarie.
Mortensen, som tidigare publicerat texter om litteraturhistoria och biblioteksväsende, slog igenom som ungdomsboksförfattare med Glassbilen som försvann 2009.

## Priser och utmärkelser
- 2009 – Svenska Akademiens bibliotekariepris
- 2011 - Åhus kulturpris

### Fotnoter
1. ↑  Trivs i detektivernas Åhus Kristianstadsbladet 11 juni 2010. Läst 29 juli 2016.